# Thomas W. Bennett
Pour les articles homonymes, voir Bennett.
Ne doit pas être confondu avec Thomas Bennett.
Thomas William Bennett, né le 7 avril 1947 à Morgantown en Virginie-Occidentale et tué le 11 février 1969 dans la région de Chu Pa, province de Pleiku, pendant la guerre du Viêt Nam est un infirmier de l’armée de terre américaine. Il est le deuxième objecteur de conscience à recevoir la Medal of Honor, après Desmond Doss, un infirmier de la Seconde Guerre mondiale.

## Biographie
Né à Morgantown en Virginie-Occidentale, Thomas W. Bennett est sociable et très croyant. Il est élevé chez les Baptistes du Sud. Pendant la première année de ses études à l'université de Virginie-Occidentale, il forme le Conseil œcuménique du campus.
Profondément patriote mais refusant de tuer pour des raisons religieuses, il s'enrôle dans l'armée en tant qu'objecteur de conscience prêt à servir. Cette classification est différente de celle d'un objecteur de conscience qui n'aidera en rien les militaires. Il est formé en tant qu'aide-soignant militaire.
Thomas Bennett arrive au Viêt Nam du Sud le 1er janvier 1969 et est affecté à la compagnie Bravo, 1er bataillon, 14e d'infanterie, sur les hauts plateaux du centre du Viêt Nam. L'unité commence une série de laborieuses patrouilles dans le terrain montagneux et dense. Le 9 février 1969, l'unité subit des tirs intenses et Bennett risque sa vie pour sauver au moins cinq blessés. Ce soir-là, son sergent le recommande pour la Silver Star. Les jours suivants, Bennett se met en danger pour soigner les blessés. Le 11 février, alors qu'il tente d'atteindre un soldat blessé, Bennett est abattu. Le 7 avril 1970, le président Richard Nixon présente à sa mère et à son beau-père sa Medal of Honor, décernée à titre posthume.
En 1988, un centre pour jeunes de la caserne Schofield, sur l'île d'Oahu, à Hawaï, a été nommé en l'honneur de Bennett.

## Medal of Honor
- Grade et organisation : caporal, United States Army, 2e peloton, compagnie B, 1er bataillon, 14e régiment d'infanterie (en).
- Lieu et date : région de Chu Pa, Province de Pleiku, République du Vietnam, 9 au 11 février 1969
- Entré en service à : Fairmont, Virginie-Occidentale
- Naissance : Morgantown, Virginie occidentale, né le 7 avril 1947

« For conspicuous gallantry and intrepidity in action at the risk of his life above and beyond the call of duty. Cpl. Bennett distinguished himself while serving as a platoon medical aidman with the 2d Platoon, Company B, during a reconnaissance-in-force mission. On 9 February the platoon was moving to assist the 1st Platoon of Company D which had run into a North Vietnamese ambush when it became heavily engaged by the intense small arms, automatic weapons, mortar and rocket fire from a well fortified and numerically superior enemy unit. In the initial barrage of fire, 3 of the point members of the platoon fell wounded. Cpl. Bennett, with complete disregard for his safety, ran through the heavy fire to his fallen comrades, administered life-saving first aid under fire and then made repeated trips carrying the wounded men to positions of relative safety from which they would be medically evacuated from the battle position. Cpl. Bennett repeatedly braved the intense enemy fire moving across open areas to give aid and comfort to his wounded comrades. He valiantly exposed himself to the heavy fire in order to retrieve the bodies of several fallen personnel. Throughout the night and following day, Cpl. Bennett moved from position to position treating and comforting the several personnel who had suffered shrapnel and gunshot wounds. On 11 February, Company B again moved in an assault on the well fortified enemy positions and became heavily engaged with the numerically superior enemy force. Five members of the company fell wounded in the initial assault. Cpl. Bennett ran to their aid without regard to the heavy fire. He treated 1 wounded comrade and began running toward another seriously wounded man. Although the wounded man was located forward of the company position covered by heavy enemy grazing fire and Cpl. Bennett was warned that it was impossible to reach the position, he leaped forward with complete disregard for his safety to save his comrade's life. In attempting to save his fellow soldier, he was mortally wounded. Cpl. Bennett's undaunted concern for his comrades at the cost of his life above and beyond the call of duty are in keeping with the highest traditions of the military service and reflect great credit upon himself, his unit, and the U.S. Army. »
« Pour sa bravoure et son intrépidité remarquables dans l'action au risque de sa vie au-delà de l'appel du devoir, le caporal Bennett s'est distingué en servant comme aide-soignant médical de peloton au sein du 2e peloton, compagnie B, lors d'une mission de reconnaissance en force. Le 9 février, le peloton se déplaçait pour aider le 1er peloton de la compagnie D qui s'était heurté à une embuscade nord-vietnamienne lorsqu'il fut fortement engagé par les tirs intenses d'armes légères, d'armes automatiques, de mortiers et de roquettes d'une unité ennemie bien fortifiée et numériquement supérieure. Lors du premier barrage de tirs, 3 membres du peloton sont blessés. Le caporal Bennett, au mépris total de sa sécurité, a couru à travers les tirs nourris vers ses camarades tombés, a administré les premiers soins vitaux sous le feu, puis a effectué des voyages répétés pour transporter les blessés vers des positions relativement sûres d'où ils seraient évacués médicalement des positions de combat. Le caporal Bennett a bravé à plusieurs reprises les tirs intenses de l'ennemi, se déplaçant à travers des zones découvertes pour apporter aide et réconfort à ses camarades blessés. Il s'est vaillamment exposé au feu nourri afin de récupérer les corps de plusieurs militaires tombés au combat. Tout au long de la nuit et le lendemain, le caporal Bennett s'est déplacé de position en position pour soigner et réconforter les plusieurs membres du personnel qui avaient subi des blessures par éclats d'obus et par balle. Le 11 février, la compagnie B lance à nouveau un assaut sur les positions ennemies bien fortifiées et s'engage fortement avec la force ennemie numériquement supérieure. Cinq membres de la compagnie sont tombés blessés lors de l'assaut initial. Le caporal Bennett a couru à leur secours sans se soucier des tirs nourris. Il a soigné un camarade blessé et a commencé à courir vers un autre homme grièvement blessé. Bien que l'homme blessé se trouvait à l'avant de la position de la compagnie, couverte par de violents tirs rasants ennemis et que le caporal Bennett a été averti qu'il était impossible d'atteindre la position, il a bondi en avant au mépris total de sa sécurité pour sauver la vie de son camarade. En tentant de sauver son camarade, il a été mortellement blessé. Le souci intrépide de Bennett pour ses camarades, au prix de sa vie, au-delà de l'appel du devoir, est conforme aux plus hautes traditions du service militaire et reflète un grand honneur pour lui-même, son unité et l'armée américaine. »
Citation (en)
For conspicuous gallantry and intrepidity in action at the risk of his life above and beyond the call of duty. Cpl. Bennett distinguished himself while serving as a platoon medical aidman with the 2d Platoon, Company B, during a reconnaissance-in-force mission. On 9 February the platoon was moving to assist the 1st Platoon of Company D which had run into a North Vietnamese ambush when it became heavily engaged by the intense small arms, automatic weapons, mortar and rocket fire from a well fortified and numerically superior enemy unit. In the initial barrage of fire, 3 of the point members of the platoon fell wounded. Cpl. Bennett, with complete disregard for his safety, ran through the heavy fire to his fallen comrades, administered life-saving first aid under fire and then made repeated trips carrying the wounded men to positions of relative safety from which they would be medically evacuated from the battle position. Cpl. Bennett repeatedly braved the intense enemy fire moving across open areas to give aid and comfort to his wounded comrades. He valiantly exposed himself to the heavy fire in order to retrieve the bodies of several fallen personnel. Throughout the night and following day, Cpl. Bennett moved from position to position treating and comforting the several personnel who had suffered shrapnel and gunshot wounds. On 11 February, Company B again moved in an assault on the well fortified enemy positions and became heavily engaged with the numerically superior enemy force. Five members of the company fell wounded in the initial assault. Cpl. Bennett ran to their aid without regard to the heavy fire. He treated 1 wounded comrade and began running toward another seriously wounded man. Although the wounded man was located forward of the company position covered by heavy enemy grazing fire and Cpl. Bennett was warned that it was impossible to reach the position, he leaped forward with complete disregard for his safety to save his comrade's life. In attempting to save his fellow soldier, he was mortally wounded. Cpl. Bennett's undaunted concern for his comrades at the cost of his life above and beyond the call of duty are in keeping with the highest traditions of the military service and reflect great credit upon himself, his unit, and the U.S. Army.